# Unikat (album Renaty Przemyk)
Unikat – dziewiąty album Renaty Przemyk, wydany w 2006 roku. Album został wydany przez Sony BMG Music Entertainment Poland.

## Lista utworów
1. „Zona” – 4:07
2. „Gites” – 3:29
3. „Lullaby” – 4:13
4. „Unikate” – 3:24
5. „Sama” – 3:56
6. „Finito” – 3:29
7. „Sara” – 3:45
8. „Fado” – 3:53
9. „Ament” – 3:48
10. „Kamień” – 3:41
11. „Alice” – 3:43
12. „Wiem” – 3:38
13. „Wiem” (Instrumentalny) – 3:42
14. „Zona” (Remix) – 4:17

Single
1. „Zona”
2. „Lullaby”

## Muzycy
- Renata Przemyk – śpiew, syntezator, loopy
- Maciej Inglot – akordeon
- Błażej Chochorowski – gitara basowa, fretless
- Łukasz Targosz – gitara akustyczna, gitara
- Maciej Werk – organy Hammonda, loopy, pianino Rhodes
- Tomasz Dominik – perkusja

Dodatkowi muzycy
- Łukasz Lach – piano
- Maciej Pawłowski – loopy, piano
- Jacek Tarkowski – piano, syntezator

## Sprzedaż
| Oficjalna Lista Sprzedaży OLiS |    |    |    |    |    |    |
| Tydzień                        | 01 | 02 | 03 | 04 | 05 | 06 |
| Pozycja                        | 33 | 12 | 11 | 13 | 13 | 36 |